# Epiphora antinorii
Epiphora antinorii är en fjärilsart som beskrevs av Charles Oberthür 1880. Epiphora antinorii ingår i släktet Epiphora och familjen påfågelsspinnare. Inga underarter finns listade i Catalogue of Life.